# Panolis pini
Panolis pini là một loài bướm đêm trong họ Noctuidae.